# Miyeok guk
El miyeok guk es un tipo de sopa coreana hecha a partir de alga wakame. Los coreanos toman tradicionalmente esta sopa en su cumpleaños, y se cree que da buena suerte para el resto del año. Aunque también es consumida típicamente por mujeres tras dar a luz, se come en muchos hogares y restaurantes de Corea.
El miyeok guk se prepara remojando wakame seca en agua durante 10–20 minutos. El alga se satura de agua, aumentando de tamaño. Suele usarse ternera para hacer el caldo. La ternera se saltea en aceite de sésamo antes de añadir agua, salsa de soja y otros ingredientes. La mezcla resultante se pone a hervir. Por otro lado, en regiones costeras se emplea mejillón o pescado blanco en vez de ternera para hacer el caldo.